# Бромид меди-калия
Бромид меди-калия — неорганическое соединение,
комплексная соль калия, меди(II) и бромистоводородной кислоты с формулой KCuBr3,
кристаллы.

## Физические свойства
Бромид меди-калия образует кристаллы моноклинная сингония, пространственная группа P 21/m, параметры ячейки a = 0,929 нм, b = 1,443 нм, c = 0,428 нм, β = 97,53°, Z = 4.